# Cetan, Cluj
Cetan (în maghiară Csatány) este un sat în comuna Vad din județul Cluj, Transilvania, România.

## Etimologie
În 1540 Cetanul, întemeiat la o dată necunoscută, a fost pentru prima dată menționat în document cu numele Chyathan. Numele localității s-a menținut până astăzi, modificările survenite în timp fiind mai ales de natură ortografică. Potrivit Dicționarului istoric al localităților din Transilvania, satului i s-a spus în 1733, Csatán ; în 1750, Csatany ; in 1850, Csetán ; în 1854, Csetany, Cetan
Originea și semnificația numelui sunt incerte, identificările propuse până în prezent fiind contrazise de realitatea pe care o invocă, nici învelișul vegetal neputând susține obârșia în cuvântul slav ״čatan”=brad, sau în românescul „cetină”, nici împreunarea Someșului Mic cu Someșul Mare, presupusă a fi fost cândva nu departe de Cetan, în verbul vechii limbi bulgare „cetati”= a se uni, a se împreuna.

## Istoric

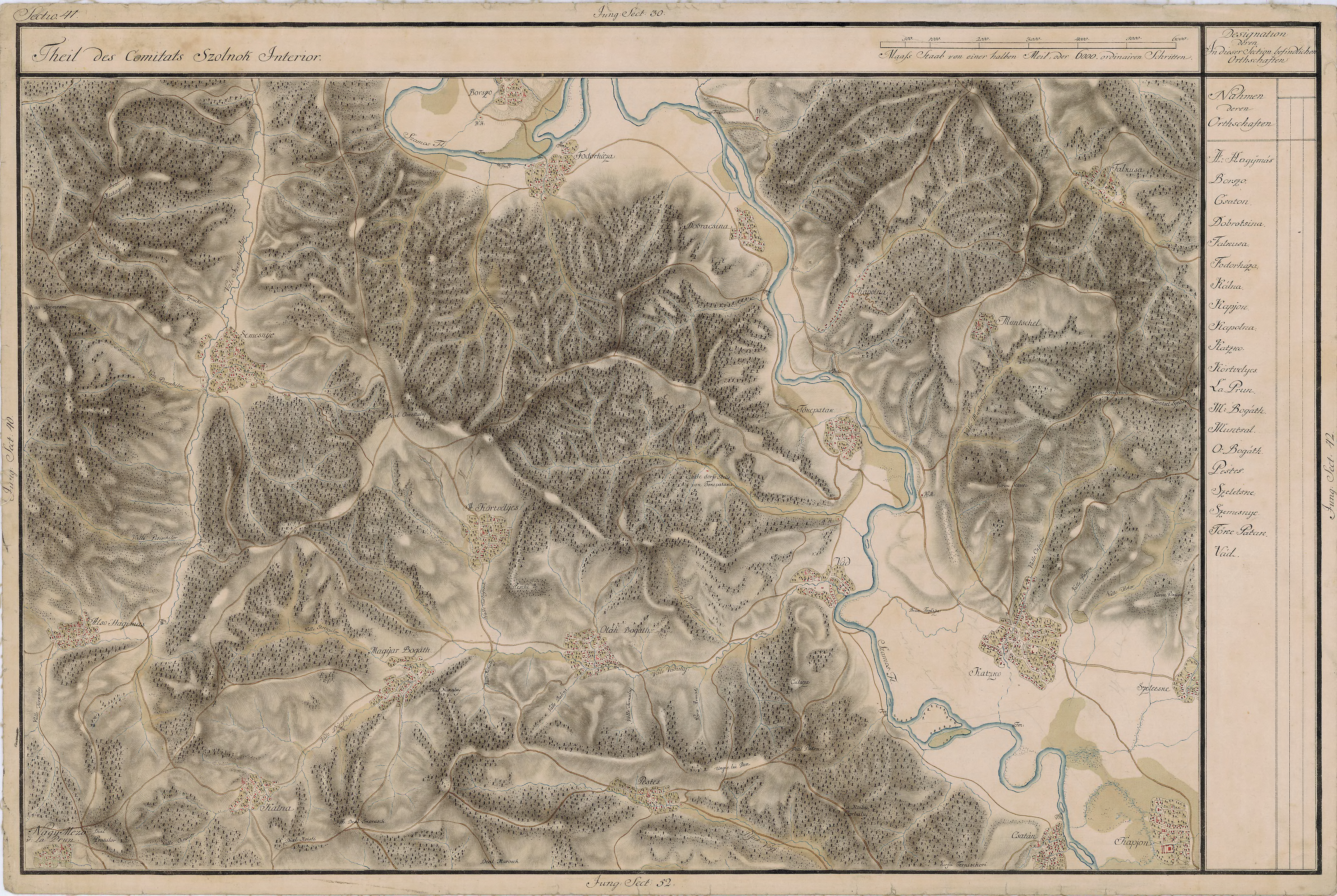
Cetan în Harta Iosefină a Transilvaniei, 1769-1773

Prezența umană, confirmată de câteva descoperiri întâmplătoare, este timpurie dar nu poate fi invocată ca argument al vechimii așezării. Avem în vedere o luntre monoxilă apreciată a fi dintr-o epocă mult anterioară cuceririi romane (106 î.C.) și, din epoca Daciei Romane, urmele carbonizate – dar nu întru totul sigure - ale unui turn de pază și semnalizare aflat pe Muncelul Cetanului, la circa 2 km în linie dreaptă, de biserică. Turnul asigura relația vizuală cu castrul de la Cășeiu și cu turnurile de pe Muncelul Săliștii și de pe Ponița de la Ciceu-Corabia, inclusiv în zilele în care ceața acoperea culoarul Someșului.
Satul este cunoscut documentar abia de la sfârșitul primei jumătăți a secolului al XVI-lea, ca posesiune a orașului Dej apoi și a unor familii nobiliare: Kinde, Haller, Teleki, Mikes, Bethlen, Torma și alții. În chiar anul primei menționări documentare, 1540, în sat locuiau 33 de iobagi. 
Sigur, viața acestora nu a fost ușoară de vreme ce istoria satului înregistrează repetate bejenii, adesea în masă. La sfârșitul toamnei anului 1599, în contextul frământărilor politice și sociale prilejuite de intrarea lui Mihai Viteazul în Transilvania, 30% din familiile satului au fugit la Căianu, Morău, Cara, Corad (Satu-Mare), Gădălin, Noli (Sălaj), Cătina (aici Ioan Popa zis Varga și alt Ioan Popa), Milaș, Sânmihai, Sucutard, Dej (la ocna de sare – Alexa Popa), Coasta, Săcălaia, Surduc, Vidolm, Drag (Popa Alexa Stoica), Hăghiz -Tri Scaune (Popa Ștefan Stoica), Săliștea Sibiului. În 1605, guvernatorul Transilvaniei, Banffy, a dat 16 porunci pentru restituirea lor. Dat fiind specificul satului, populația nu va înregistra, multă vreme, sporuri importante. În 1713, în pragul secolului al XVIII-lea trăiau în 11 case, 16 familii: 7 de iobagi și 9 de jeleri, alte 5 case fiind pustii. 
În 9 ianuarie 1714, „văzând paguba ce se face în economia orașului din cauza serviciului neregulat al iobagilor”, magistratul orașului a întocmit un regulament care reglementa obligațiile acestora. 
Cei care aveau boi, erau obligați să lucreze cu carul câte trei zile în fiecare săptămână. În fiecare an, erau obligați să semene „la vremea sa”, 200 de mierțe de grâu de toamnă și 100 de mierțe de ovăz, iar roada să se dea spre folosința orașului „pentru ușurarea săracilor”. După terminarea lucrărilor cu aratul, cositul, etc. în folosul orașului, puteau lucra și în alte părți pentru ca astfel „să-și poată menține mica lor economie”.

## Geografie
Satul Cetan s-a format pe malul stâng al Someșului, la distanță de 10 km față de Dej și 70 de km față de municipiul Cluj-Napoca, reședința județului Cluj. 
Pe mejdia hotarului, în Nord-Vest urcată pe culmea înpădurită a Dealurilor Dejului iar în Sud-Est trecută pe malul drept al Someșului, se învecinează cu hotarele satelor Vad, Cășeiu, Viile Dejului și Coplean. Un drum asfaltat asigură o relație lesnicioasă cu municipiul Dej și așezările din aval. 

### Relieful
Hotarul satului, așezat la periferia estică a Podișului Someșan, face parte din subunitatea geografică a Dealurilor Dejului și Culuarul Someșului. Din punct de vedere geomorfologic, acesta este alcătuit din două trepte: o treaptă depresionară, respectiv Culuarul Someșului, care reprezintă aproximativ 13% din suprafața sa, și una colinară, respectiv Dealurile Dejului, care reprezintă aproximativ 87% din suprafața sa. 
Culoarul Someșului are aspect terasat și o lățime medie de 1,5-2 km. Prima terasă, cea de luncă, are o lățime medie de aproximativ 700 metri și o altitudine de 230-235 metri (2-3 metri față de Someș). A doua terasă a culuarului, are o lățime medie de aproximativ 600 metri și o altitudine de 240-250 metri (8-12 metri față de Someș). Podul acestei terase este presărat cu conuri de dejecție, depuse de apele revărsate care înalță terasa cu 3-4 metri. 
Treapta colinară, respectiv Dealurile Dejului, se caracterizează printr-o puternică fragmentare pe orizontală, cauzată de acțiunea torențială a unei rețele ramificate de văi. Pantele au înclinații de 25-300 și abrupturi, mai ales acolo unde gresiile au fost scoase la suprafață, și o lungime care variază între 1 și 1,5 km.

### Solurile
Pedologic, hotarul se caracterizează printr-o mare diversitate a solurilor, în cuprinsul său întâlnindu-se: soluri silvestre, brun-podzolice, slab fertile, reci, acide, specifice versanților cu pante de 10-200 ; soluri negre de fâneață, clinogleizate cu alunecări, stabilizate, reci, cu rezistență mare la tracțiune, specifice pajiștilor; soluri aluviale medii, profund carbonatice, fertile, specifice teraselor de pe Culuarul Someșului; soluri aluvo-coluviale, puternic erodate, specifice văilor colaterale. 
Pentru prevenirea eroziunii solului, s-au făcut terase în livezile de pomi fructiferi și pe suprafețele cultivate cu viță de vie.

### Hidrografia
Pe teritoriul acestei localități se găsesc izvoare sărate, saramura fiind întrebuințată din vechi timpuri de către localnici. 
Apele de suprafață sânt reprezentate de văile Văcăreț și Sărături aparținătoare bazinului hidrografic al Someșului. Toate au debite inconsecvente, semipermanente, torențiale în timpul ploilor. Someșul are un debit de aproximativ 72 m3 și, mai ales primăvara și toamna, inundă lunca. 
Datorită depunerilor de aluviuni, fundul albiei sale minore s-a ridicat astfel încât, la debite mari, apele se revarsă producând înundații și pagube. Cea mai mare inundație cunoscută s-a produs în mai 1970, când nivelul apelor a atins peste 8 m. Inundații de mai mici proporții se produc anual. Pentru a evita posibile pagube economice, și pierderi umane, în anul 2000 a început amenajarea unui dig de protecție. Mai rămâne de soluționat problema calității apei, poluată ca urmare a deversării apelor reziduale produse de locuitorii și industria municipiului Dej.

### Flora
Îmbinând un complex de factori ecologici naturali și artificiali, vegetația este o combinație între cea caracteristică silvostepei și cea caracteristică pădurii sau, mai degrabă, una de tranziție între silvostepă și pădure. Vegetația lemnoasă este formată din fagi (19%), goroni (43%), carpeni (20%), rășinoase – brad și molid -(1%), paltini (9%), jugastri, cireși și subarborete (păducel, alun, etc. ). Vegetația ierboasă este formată din plante comune cu valoare economică, medicală sau estetică și din buruieni: mac, păpădii, rostopască, cicoare, pir, scai vânăt trestie, urzici ș. a. 

### Fauna

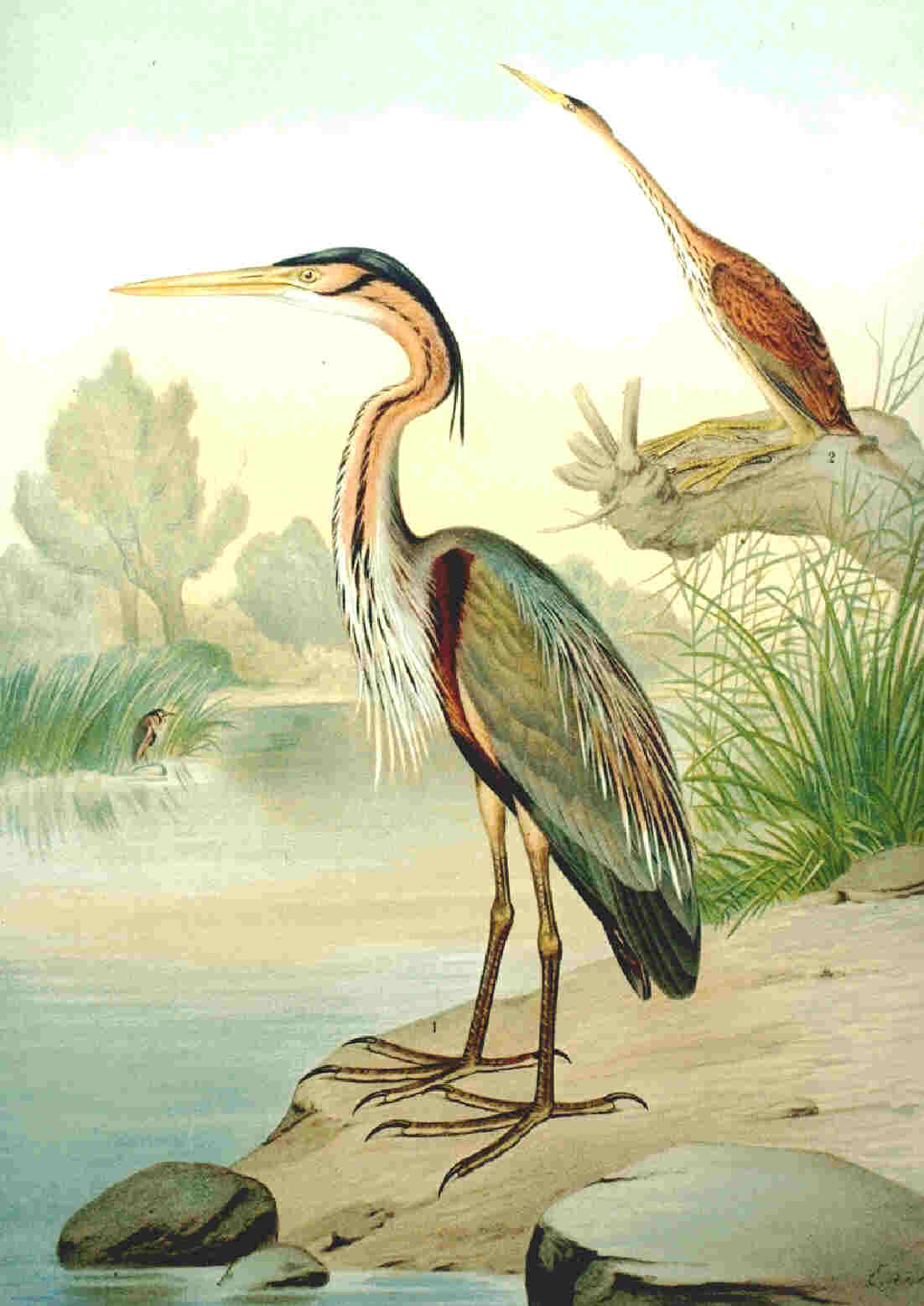
Ilustrație pentru Ardea Purpurea

Varietatea formelor de relief, suprafețele mari ocupate de păduri, Someșul, favorizează existența unei faune bogate și variate, inclusiv cu valoare cinegetică: căpriori, mistreți, vulpi, iepuri. Nu lipsesc rozătoarele mărunte, păsările comune, insectele, reptilele, melcii, batracienii, peștii. Incidental își fac apariția exemplare din specii nespecifice zonei, cum s-a întâmplat în jurul anului 1970 când a fost semnalată prezența unui stârc roșietic (Ardea Purpurea).

### Clima
Topoclimatul local este de tip continental-moderat. Temperatura medie anuală a aerului este de 8,5 °C. Media lunii ianuarie este de -5 °C, iar a lunii iulie de +18 °C. Cantitatea medie a precipitațiilor anuale este de 700–800ml. Direcția dominantă a vânturilor este Nord – Nord-Est. Curenții sunt canalizați pe valea Someșului. Amplitudinile medii termice variază între 22-23 °C. 
Resursele minerale sunt puține: nisip și pietriș în albia Someșului, piatră de calcar în pădurea de pe Huhu, odinioară intens exploatată și saramură.

## Imagini

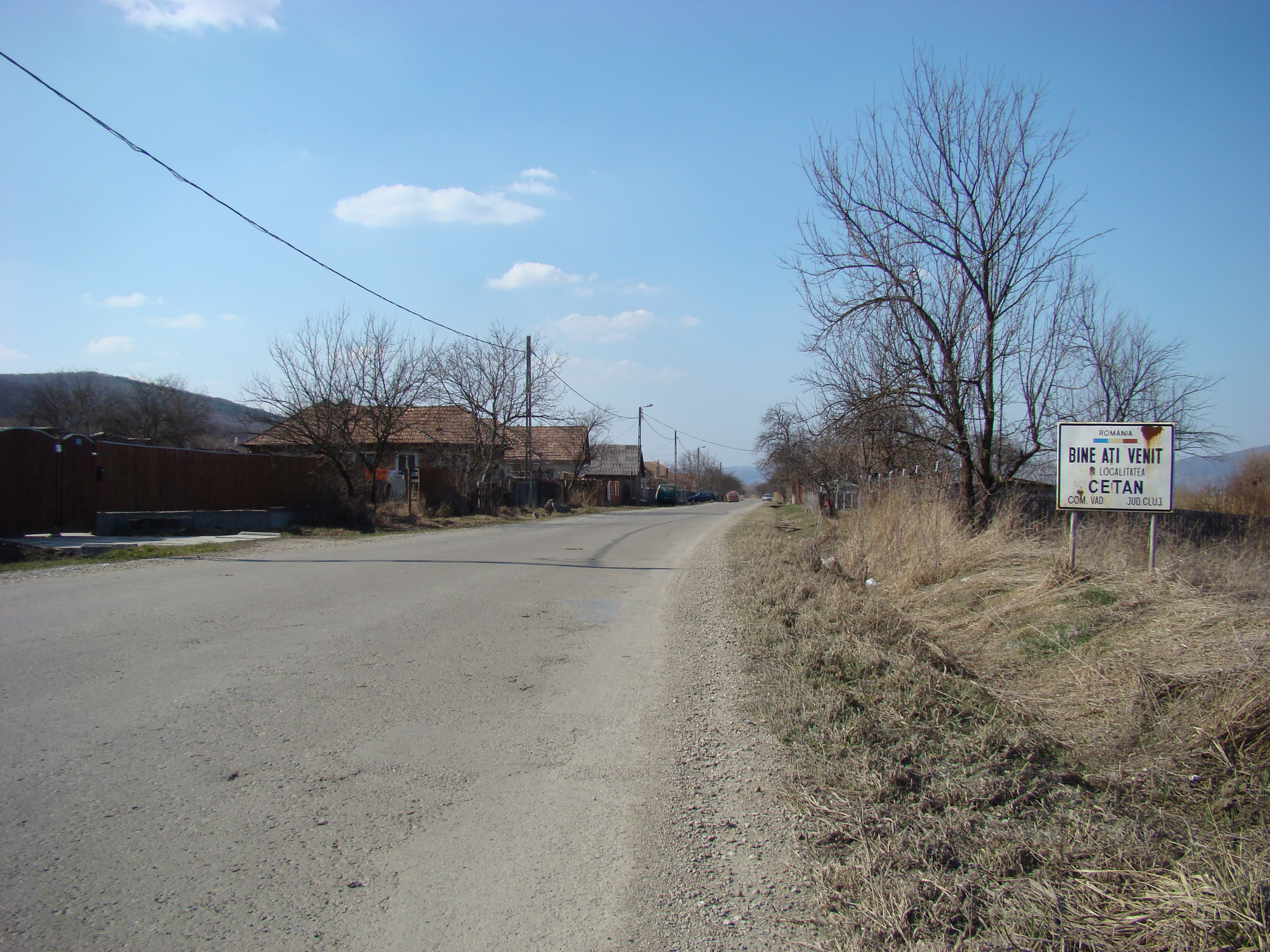
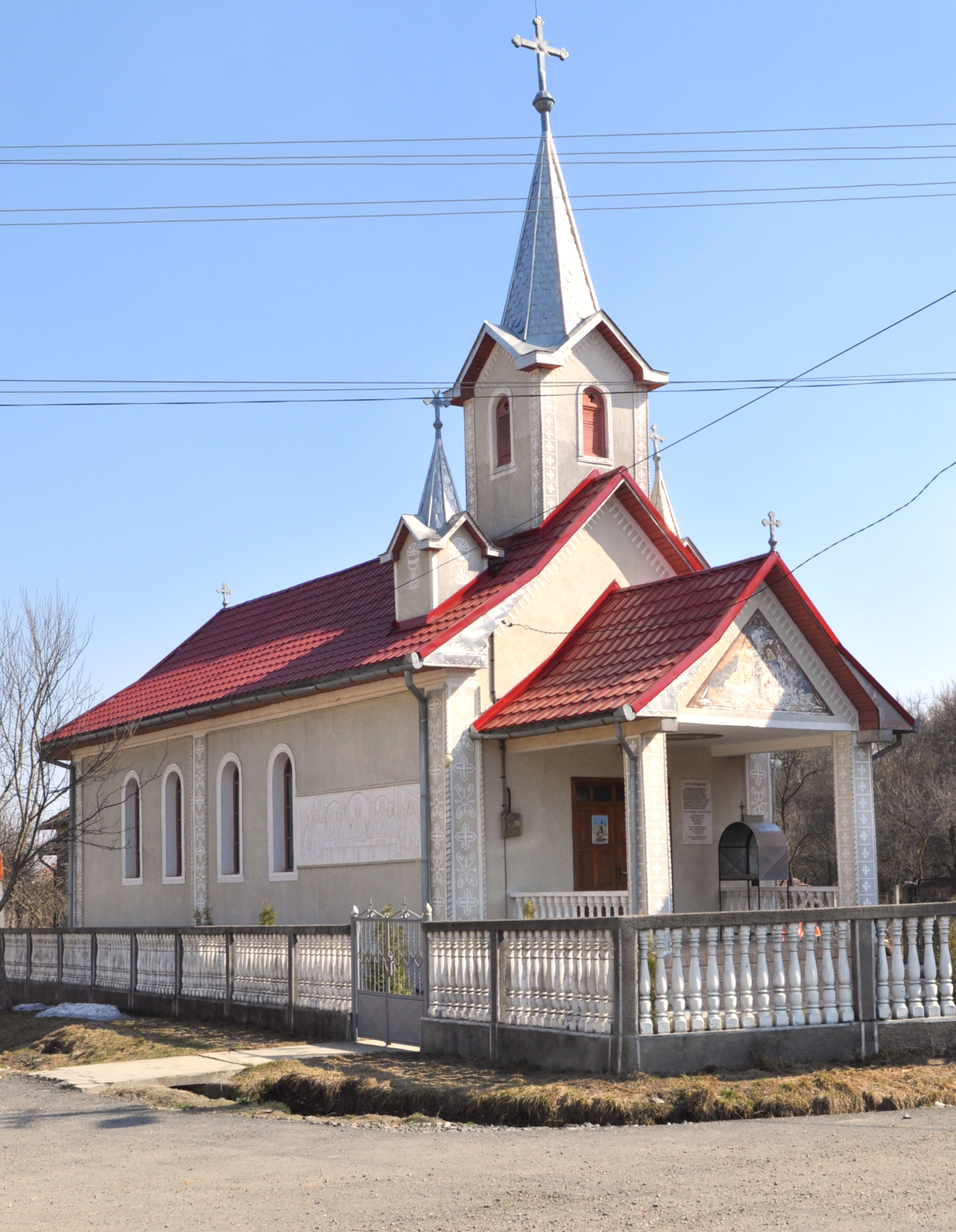
Biserica greco-catolică
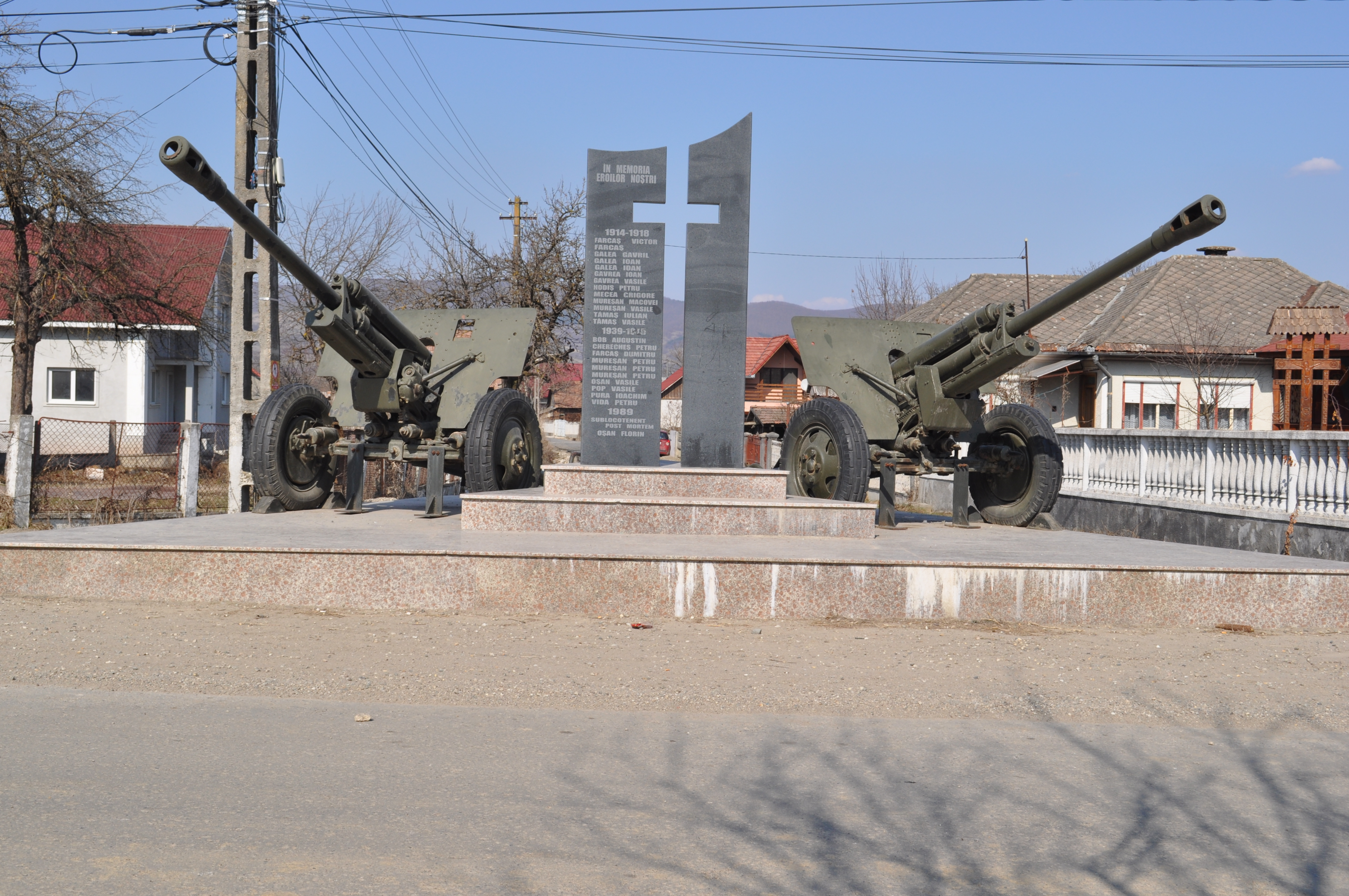
Monumentul eroilor
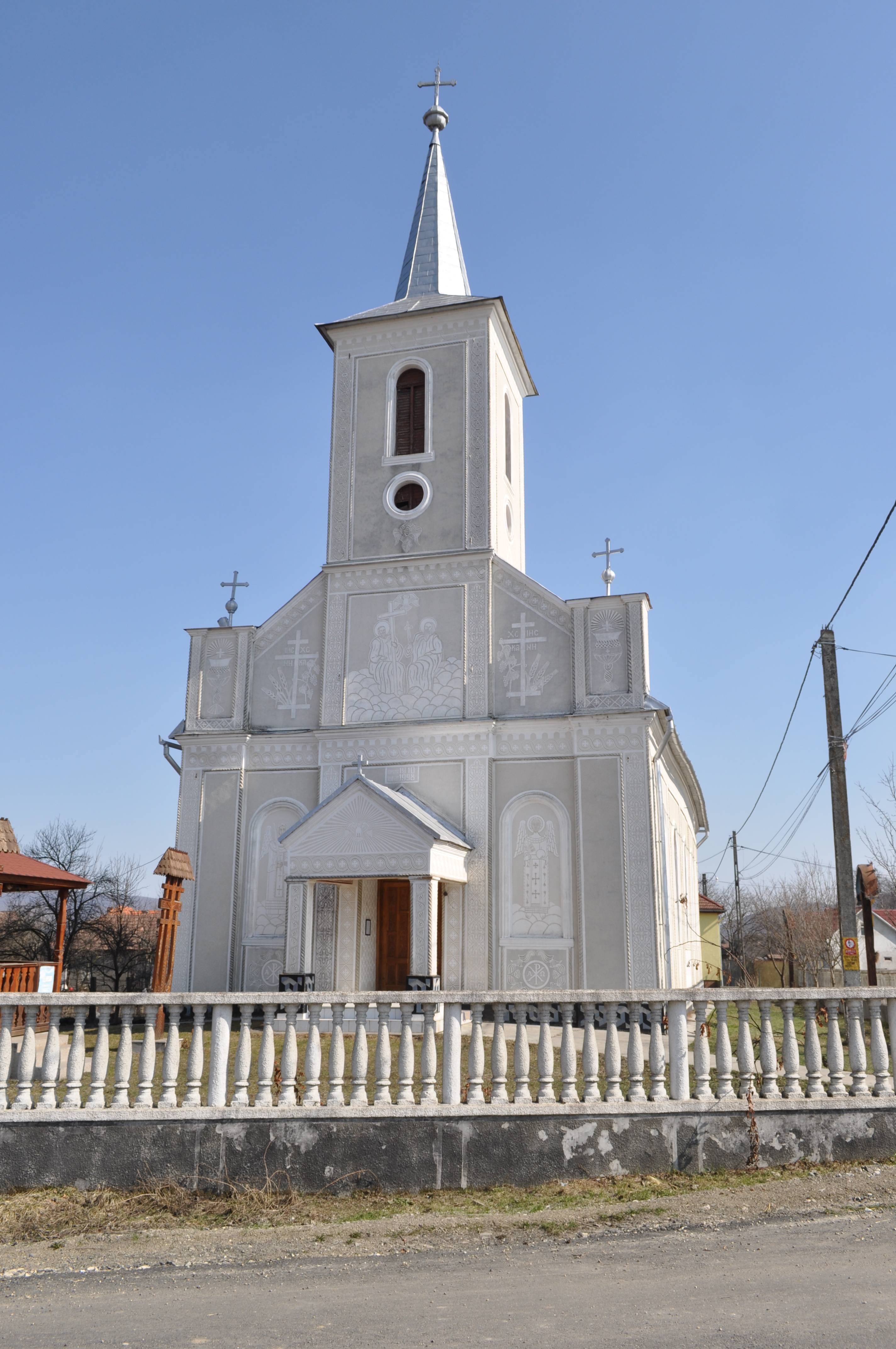
Biserica ortodoxă
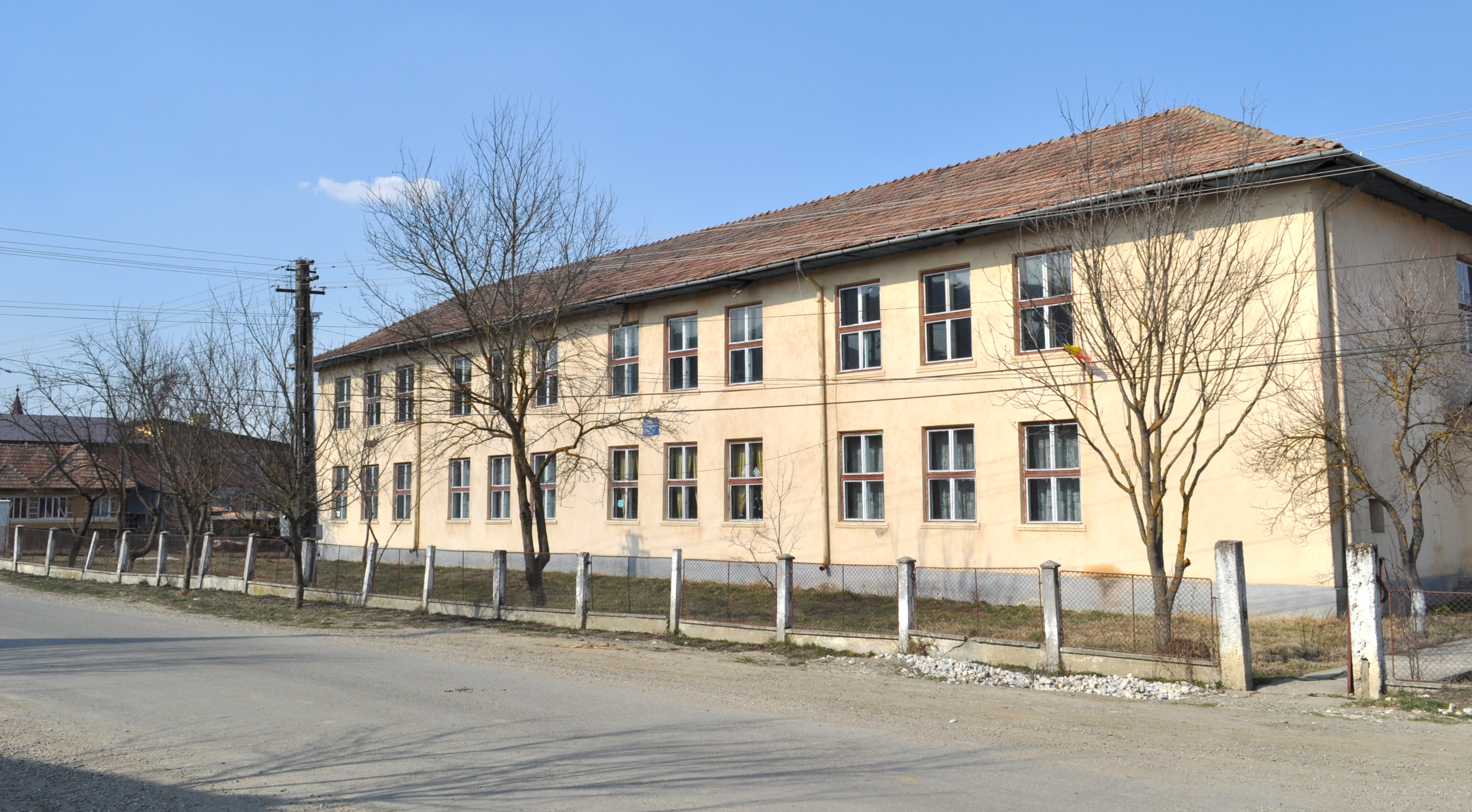
Școala